# 木里报春
木里报春（学名：Primula boreiocalliantha）为报春花科报春花属下的一个种。

## 扩展阅读
- 維基物種上的相關：木里报春